# F. Harold Van Orman
F. Harold Van Orman (* 26. September 1884 in Flint, Michigan; † 6. Januar 1958 in Evansville, Indiana) war ein US-amerikanischer Politiker und Hotelier. Zwischen 1925 und 1929 war er Vizegouverneur des Bundesstaates Indiana.

## Werdegang
Harold Van Orman war der Sohn eines Hoteliers. Er besuchte die Evansville High School und danach bis 1904 die Phillips Exeter Academy in New Hampshire. Anschließend studierte er bis 1908 an der Harvard University. Danach arbeitete er im Hotelunternehmen seines Vaters. Dabei lebte er in Evansville. 1926 wurde er Präsident des väterlichen Unternehmens, zu dem mehrere Hotels zählten. Er war auch Mitglied einiger Vereinigungen und Organisationen seiner Heimat. Politisch gehörte er der Republikanischen Partei an. Zwischen 1920 und 1924 saß er im Senat von Indiana.
1924 wurde Van Orman an der Seite von Edward L. Jackson zum Vizegouverneur von Indiana gewählt. Dieses Amt bekleidete er zwischen dem 12. Januar 1925 und dem 14. Januar 1929. Dabei war er Stellvertreter des Gouverneurs und Vorsitzender des Staatssenats. In den Jahren 1932 und 1936 war er Delegierter bzw. Ersatzdelegierter zu den Republican National Conventions. Er starb am 6. Januar 1958 in Evansville, wo er auch beigesetzt wurde. Seit dem 26. September 1913 war er mit Susie Beeler verheiratet, mit der er drei Söhne hatte.